# Vertrag von Kremmen (1236)
Der Vertrag von Kremmen wurde am 20. Juni 1236 zwischen den Markgrafen Johann I. und Otto III. von Brandenburg einerseits und Herzog Wartislaw III. von Pommern andererseits abgeschlossen. Mit ihm erkannte Wartislaw III. die brandenburgische Lehnshoheit an und trat Gebiete an Brandenburg ab.

## Vorgeschichte
In den 1230er Jahren befanden sich die beiden pommerschen Herzöge aus dem Greifenhaus, Wartislaw III. und sein Vetter Barnim I., in einer außenpolitisch schwierigen Lage. In den Jahrzehnten zuvor hatte Pommern durch eine Anlehnung an Dänemark Schutz gefunden. Durch die Gefangennahme König Waldemars II. von Dänemark 1223 und die dänische Niederlage in der Schlacht bei Bornhöved 1227 wurde die Vormachtstellung Dänemarks im südlichen Ostseeraum geschwächt.
Pommern stand von allen Seiten unter Druck: 1231 hatte Kaiser Friedrich II. die Lehnshoheit der brandenburgischen Markgrafen Johann I. und Otto III. über Pommern bestätigt. Im Westen nahmen um 1230 die mecklenburgischen Fürsten den größten Teil von Zirzipanien ein. Im Osten wurden die umstrittenen Länder Schlawe und Stolp 1235/36 durch Herzog Swantopolk den Großen von Pommerellen eingenommen. Zudem versuchte Dänemark, noch einmal in Pommern Fuß zu fassen, wurde aber 1235 zurückgeschlagen.

## Vertragsinhalt
Herzog Wartislaw III. entschloss sich, Brandenburg weit entgegenzukommen. Mit dem Vertrag von Kremmen wurde bestimmt:
- Herzog Wartislaw III. nahm seinen Landesteil Pommerns von den brandenburgischen Markgrafen Johann I. und Otto III. zu Lehen.
- Für den Fall, dass Herzog Wartislaw III. sterben würde, ohne Söhne zu hinterlassen, sollte sein Landesteil an die Markgrafen als Lehnsherren heimfallen.
- Herzog Wartislaw III. trat die Länder Stargard, Beseritz und Wustrow an Brandenburg ab.

## Fortgang
Das Heimfallrecht der Brandenburger an dem Landesteil Wartislaws III. wurde noch rechtzeitig 1250 durch den Vertrag von Landin beseitigt. Mit dem Vertrag von Landin erhielten die pommerschen Herzöge Wartislaw III. und Barnim I. die Belehnung mit Pommern gemeinsam (zur gesamten Hand). Als Wartislaw III. dann 1264 kinderlos starb, fiel sein Landesteil an Barnim I., der bis zu dessen Tode 1278 als alleiniger Herzog von Pommern regierte.
Die brandenburgische Lehnshoheit konnte Pommern erst spät abschütteln. Unter Herzog Barnim III. wurde Pommern 1348 durch König Karl IV. als reichsunmittelbares Herzogtum bestätigt. Doch erst 1529 akzeptierte Brandenburg die Reichsunmittelbarkeit Pommerns, erhielt aber im Gegenzug das Recht der Erbfolge für den Fall des Aussterbens des Greifenhauses.
Die Länder Stargard, Beseritz und Wustrow blieben für Pommern auf Dauer verloren.